# Vanessa Gronemann

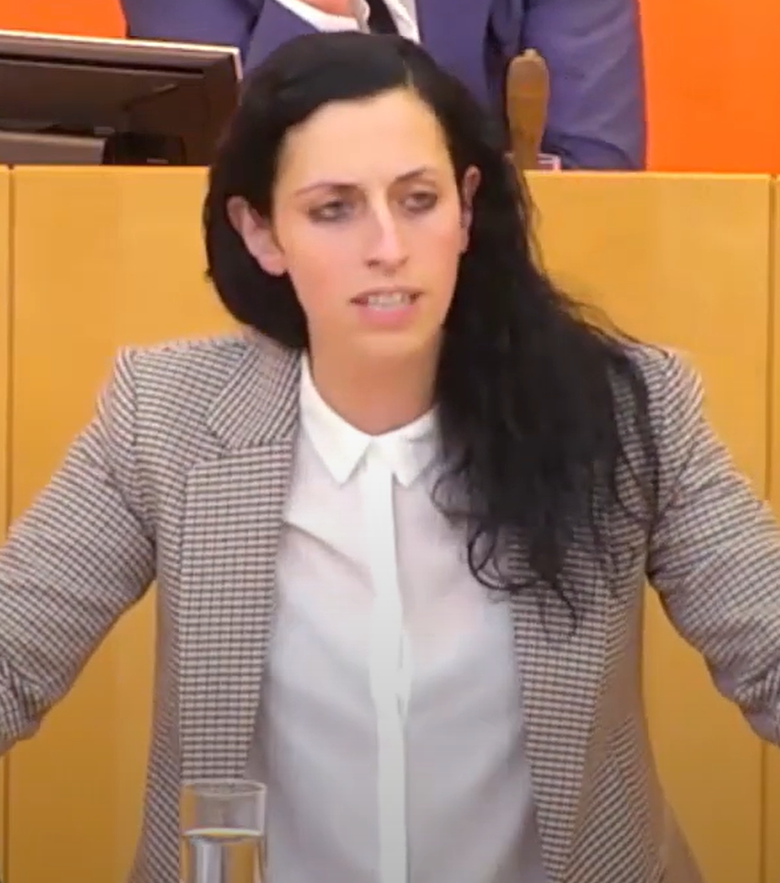
Vanessa Gronemann (2019)

Vanessa Gronemann (* 7. September 1989 in Hofgeismar) ist eine deutsche Politikerin (Bündnis 90/Die Grünen) und seit 2019 Mitglied des Hessischen Landtags.

## Leben
2013 absolvierte Gronemann bei der damaligen Landtagsabgeordneten Monne Lentz ein Praktikum. Sie wurde 2015 bei den Grünen Vorsitzende des Kreisverbandes Kassel-Stadt. Zwischen 2017 und 2019 war sie für die Bundestagsabgeordnete Bettina Hoffmann als Mitarbeiterin im Wahlkreisbüro tätig. Zudem war sie von 2018 bis 2019 als Vorsteherin des Ortsbeirates Kassel-Mitte tätig.
Gronemann war von 2016 bis 2021 Mitglied der Fraktion von Bündnis 90/Die Grünen im Kasseler Rathaus und in dieser Zeit Sprecherin für Sport, Gesundheit, Tourismus und LSBTTIQ. Ferner war sie Mitglied der Kultur- und Sportkommission, sowie Mitglied im Ausschuss für Finanzen, Wirtschaft und Grundsatzfragen des Kasseler Stadtrates.
Mit 26,7 % der Wahlkreisstimmen gewann Gronemann bei der Landtagswahl in Hessen 2018 im Wahlkreis Kassel-Stadt I das Wahlkreismandat. Sie verteidigte es bei der Landtagswahl in Hessen 2023 mit 27,7 % erfolgreich. 
In der Landtagsfraktion der Grünen ist sie seitdem zuständig für die Region Kassel und Sprecherin für die Themen Naturschutz, Verbraucherschutz und Sport. Außerdem ist sie Mitglied im Innenausschuss, Mitglied im Ausschuss für Umwelt, Klimaschutz, Landwirtschaft und Verbraucherschutz sowie Mitglied im Untersuchungsausschuss UNA 20/1 (zum Mord an Walter Lübcke) und im Untersuchungsausschuss UNA 20/2 (zum rassistischen Anschlag in Hanau 2020).
Seit 2024 ist sie stellvertretende Fraktionsvorsitzende der Grünen im Hessischen Landtag.